# Antonius Divitis
Antonius Divitis (též Anthonius Rycke nebo Anthoine Le Riche – „Bohatý“) (kolem 1470? Lovaň – kolem 1530?) byl vlámský renesanční hudební skladatel. Jeho dílo tvoří důležitý milník ve vývoji parodické mše.

## Život
Antonius Divitis se narodil okolo roku 1470 v Lovani ve Vlámsku. První záznam o jeho osobě se objevuje v roku 1501 v Bruggách, kde byl učitelem zpěvu a sbormistrem chlapeckého sboru v kostele sv. Donaciána. Koncem roku 1501 byl vysvěcen na kněze. Podobnou hudební funkci zaujal později v katedrále sv. Rumbolda v Mechelenu. Upadl do dluhů a zřejmě z obavy před kontrolou účtů Mechelen v roce 1505 urychleně opustil.
Ke konci roku byl zpěvákem v kapele Filipa Sličného se kterým odešel do Španělska. U španělského dvora zůstal i po smrti Filipa a působil u jeho vdovy Johany Šílené. V roce 1508 byla kapela rozpuštěna.
Divitis opustil Španělsko a vrátil se do severní Evropy. Dalším jeho zdokumentovaným angažmá bylo místo pěveckého mistra u bretaňské vévodkyně Anny Bretaňské. Po její smrti v roce 1514 absorboval většinu jejích hudebníků včetně Divitia francouzský královský dvůr. U dvora zůstal nejméně do roku 1525, kdy byl král František I. Francouzský poražen v bitvě u Pavie. Po tomto datu není o osudech skladatele nic známo. K roku 1534 je zmiňován jako zesnulý, ale mohl zemřít i několik let před tímto letopočtem.

## Dílo
Divitiovy skladby známe převážně ze sbírek, které byly publikovány v roce 1514 a 1549. Dochované Divitiovo dílo zahrnuje mše, moteta, Magnificat a písně. Tři jeho mše jsou psány technikou parodické mše. Jsou jedny z prvních mší, kdy byla technika citací částí mší i jiných autorů použita a Divitius se tak zasloužil o rozvoj tohoto žánru. Parodické mše byly pak v 16. století velmi oblíbené.
- Čtyřhlasá mše Gaude Barbara (knihovna v Cambray)
- Šestihlasé Credo (královská knihovna Mnichov)
- Mše Quern dicunt homines (publikovaná ve sbírce vydané Pierrem Attaignantem v Paříži)
- Moteto Gloria laus (publikovaná ve sbírce vydané Pierrem Attaignantem v Paříži)
- Moteto Desolatorum consolator (vydal Petrucci ve sbírce Motetti della corona, Benátky, 1514).
- Tříhlasá moteta ve sbírce Trium vocum cantiones centum, Petreius, Norimberk, 1540).
- Ista est speciosa (ve sbírce Bicinia Gallica, Latina, Germanica, etc., Rhaw, Wittenberg).
- Dvě písně publikované pod jménem Le Riche (ve sbírce Des plus excellentes chansons, Nicolas Duchemin, 1551)